# Bussey Glacier
Bussey Glacier är en glaciär i Antarktis. Den ligger i Västantarktis. Argentina, Chile och Storbritannien gör anspråk på området. Bussey Glacier ligger 454 meter över havet.
Terrängen runt Bussey Glacier är kuperad. Trakten är glest befolkad. Närmaste befolkade plats är Vernadsky Station, 14,5 kilometer väster om Bussey Glacier. 